# Vidhwansak
Vidhwansak là loại súng bắn tỉa công phá được chế tạo bởi Nhà máy vũ khí Tiruchirappalli tại Tiruchirappalli, Tamil Nadu. Đây là một trong 41 nhà máy vũ khí tại Ấn Độ hoạt động dưới sự chỉ đạo của bộ quốc phòng Ấn Độ. Loại súng này có thể dùng để công phá các loại xe bọc giáp nhẹ, bong ke, trạm ra đa, các phương tiện thông tin liên lạc, máy bay đang đậu, kho nhiên liệu... Nó cũng có thể dùng để bắn tỉa ở khoảng cách xa, chống bắn tỉa hoặc phá bom mìn. Súng đã được giới thiệu cho lực lượng quân đội và vệ binh quốc gia Ấn Độ, nhưng không may là nó không được thông qua để đưa vào phục vụ vì trọng lượng bị thấy không thích hợp. Dù vậy lực lượng biên phòng Ấn đã mua khoảng hơn 400 khẩu để sử dụng trong việc bảo vệ biên giới.

## Thiết kế
Vidhwansak sử dụng thoi nạp đạn trượt nhưng khi bắn nòng súng cũng có thể di chuyển một đoạn lùi vào trong thân súng để giảm giật. Súng có thể nhanh chóng được tháo rời và di chuyển bởi một nhóm hai người. Nòng súng được khắc rãnh ngoài để tăng khả năng tản nhiệt cũng như đầu nòng có một bộ phật chống giật lớn thường thấy ở loại súng này để giảm giật khi bắn. Báng súng có một bộ đệm để giảm xóc cho xạ thủ khi bắn.
Hệ thống nhắm cơ bản của súng là ống nhắm 8X đến 12X. Súng có thể sử dụng được ba loại đạn khác nhau là 14.5×114mm, 12.7×108mm và 20×82mm bằng việc thay nòng súng, thoi nạp đạn, hộp đạn và hệ thống nhắm thích hợp. Việc thay thế có thể thực hiện mà không cần công cụ đặc biệt nào và mất khoảng 1 phút trên chiến trường.